# Alexander Hill
Alexander Hill är en kulle i Antarktis. Den ligger i Östantarktis. Nya Zeeland gör anspråk på området. Toppen på Alexander Hill är 220 meter över havet.
Terrängen runt Alexander Hill är varierad. Havet är nära Alexander Hill åt sydväst. Trakten är obefolkad. Det finns inga samhällen i närheten. 